# Franciszek Teodor Ejsmond
Franciszek Teodor Ejsmond (n. 29 martie 1859, Krogulcza Sucha⁠(d), Szydłowiec County⁠(d), Mazovia, Polonia – d. 13 august 1931, Zakopane, voievodatul Polonia Mică, Polonia) a fost un pictor polonez.

## Biografie
S-a născut la 29 martie 1859 la Gózd lângă Radom, ca fiul lui Aleksander (1834-1891) și al Karolinei născută Grudzińska (1841-1864). Probabil că a fost numit după străbunicul său - Franciszek Lizanowicz. După moartea mamei, familia s-a mutat la moșia Krogulcza Mokra, care a fost cumpărată de frații Piotr și Aleksander Ejsmond. Acolo și-a petrecut și copilăria.
A studiat la Academia de Arte Frumoase din Varșovia și apoi (între 1879-1886) la Academia de Arte Frumoase din München. Aici a studiat cu Gyula Benczúr⁠(d) și Antonin Wagner. Franciszek s-a împrietenit cu pictorii Julian Fałat și Józef Brandt. 
Franciszek Ejsmond s-a bucurat de o recunoaștere și publicitate internațională considerabilă. 
S-a întors în țară în 1897. A fost directorul Societății pentru Încurajarea Artelor Plastice (Towarzystwo Zachęty Sztuk Pięknych) din Varșovia. În anii 1913–1918 a fost președinte al Societății artistice poloneze.
În munca sa a făcut referințe la pictura olandeză și cea de la München, dar a rămas pe marginea dezvoltării picturii moderne. 
A pictat scene de gen idealizate și sentimentale din viețile familiilor patriarhale de țărani cu participarea copiilor (Dragoste de mamă, 1887). Ca vânător pasionat, a pictat scene de vânătoare, precum și motive orientale, portrete (Portretul unui bătrân cu barbă, 1881), naturi moarte, peisaje și picturi religioase.

### Viața privată
A avut mai mulți frați – tatăl său a avut 15 copii din trei căsătorii. 
S-a căsătorit cu Maria Wieniawska, fiica celebrului scriitor Julian Wieniawski⁠(d) (pseudonim Jordan). A avut doi fii: scriitorul Julian⁠(d) și pictorul Stanisław Ejsmond⁠(d).
Franciszek Ejsmond este înmormântat în mormântul familiei din Cimitirul Powązki din Varșovia (parcela 194–I–16/17).

## Galerie de imagini

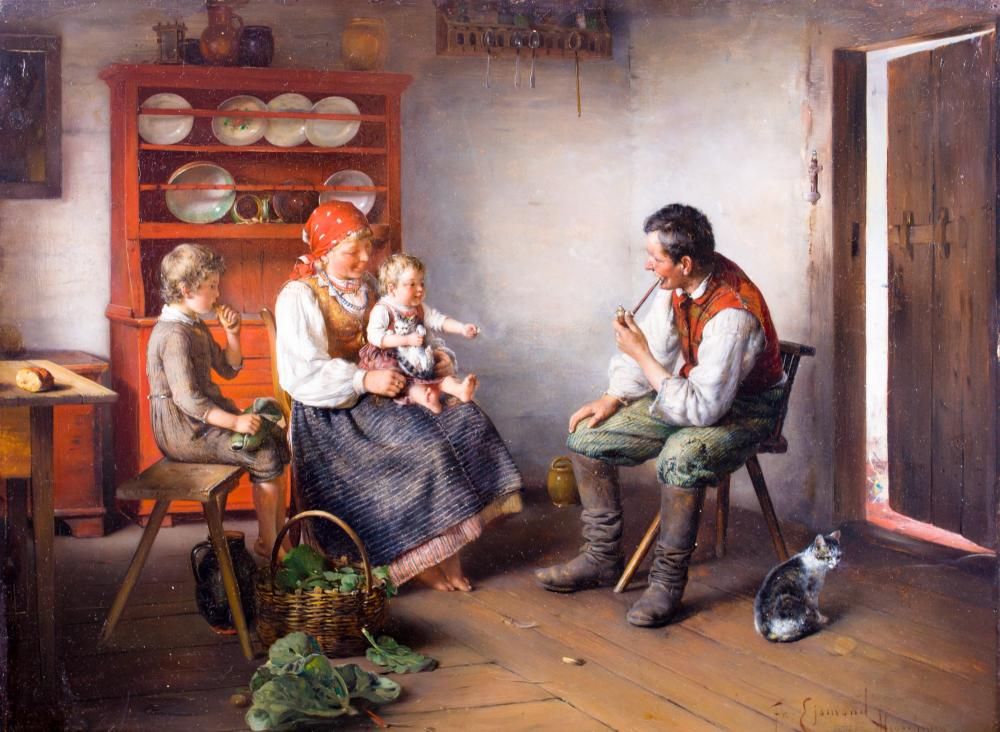
Familia fermierului după-amiaza
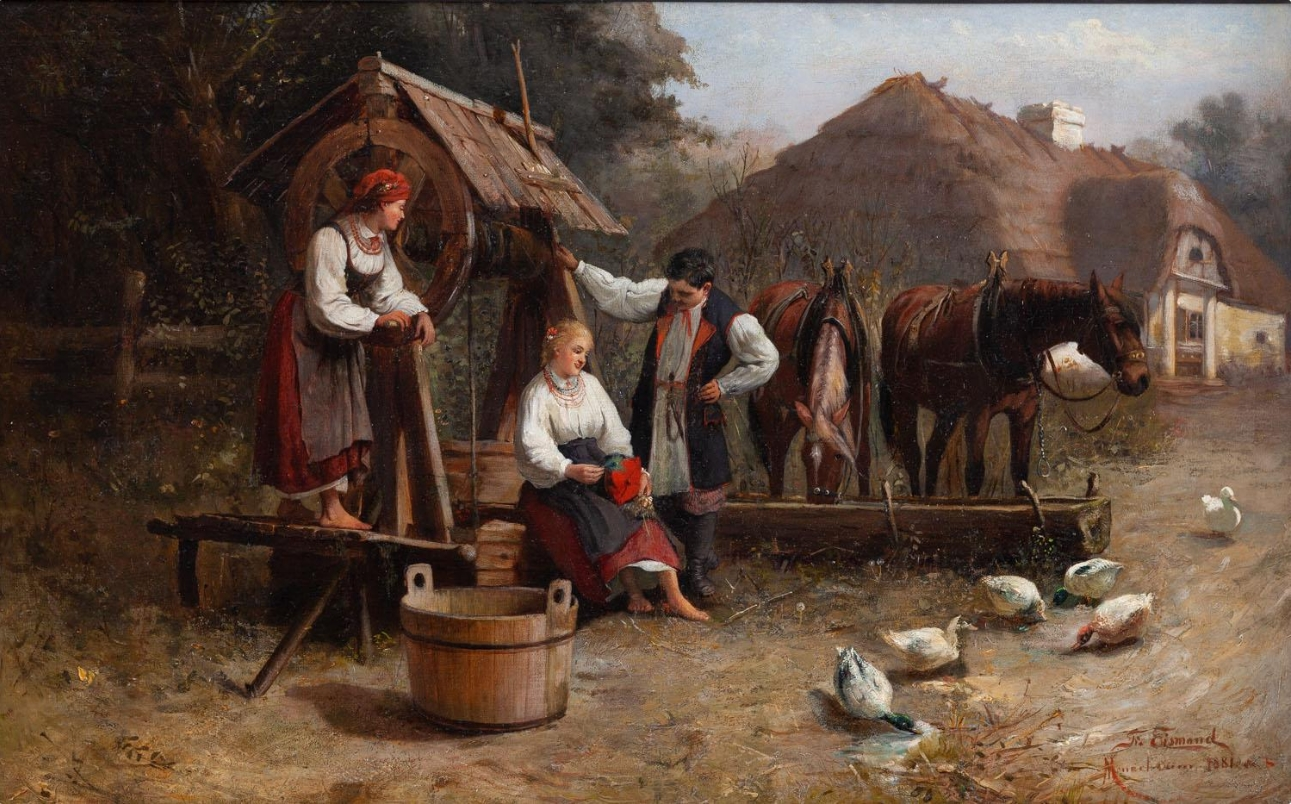
Curtea, 1881
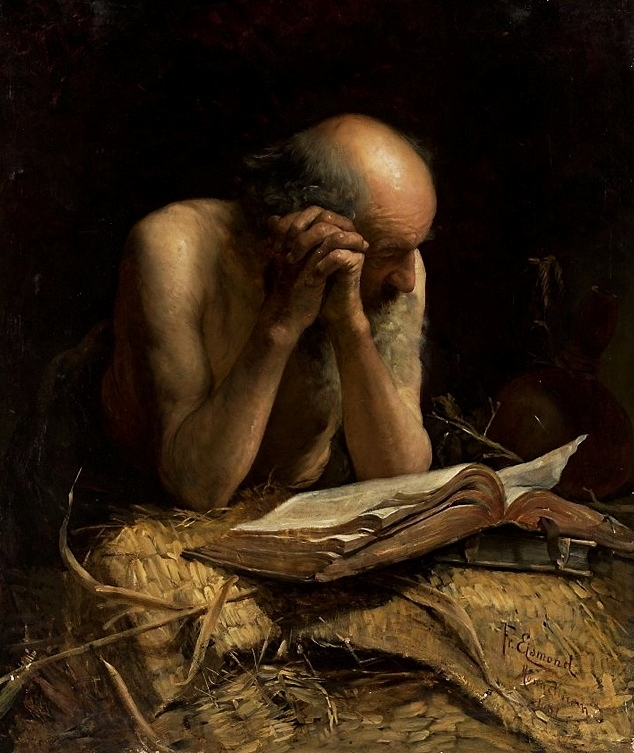
Anahoret, 1881
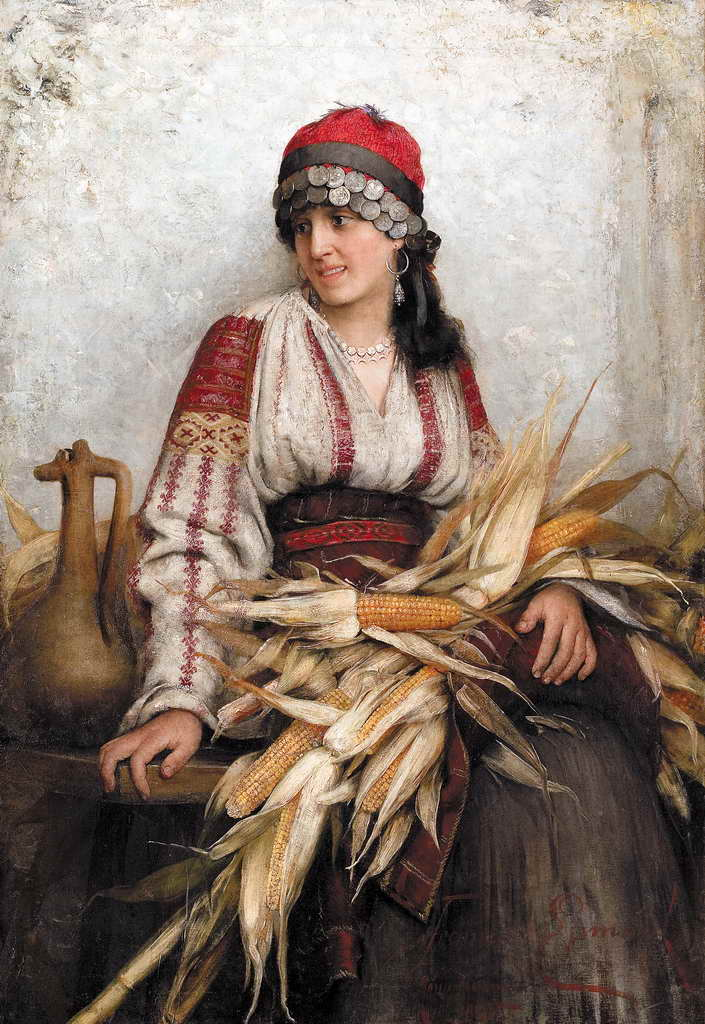
Portretul unei tinere țigănci, ulei pe pânză, 1885
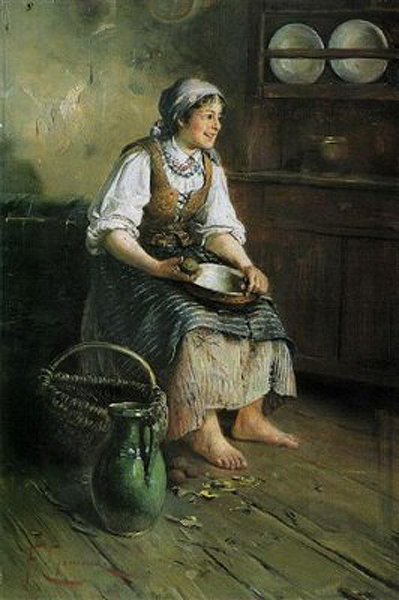
Fata care curăță cartofi
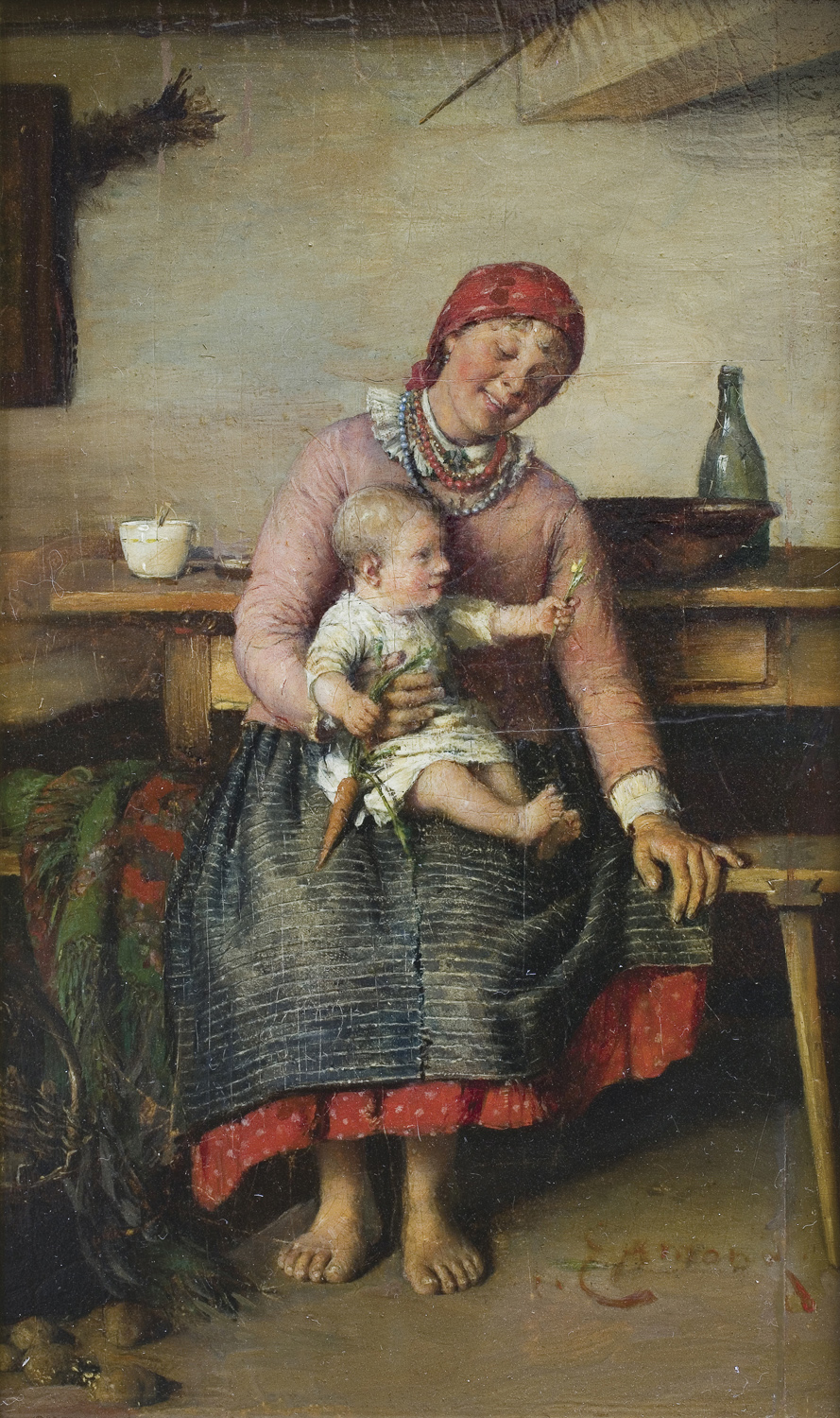
Femeie cu copil, circa 1920
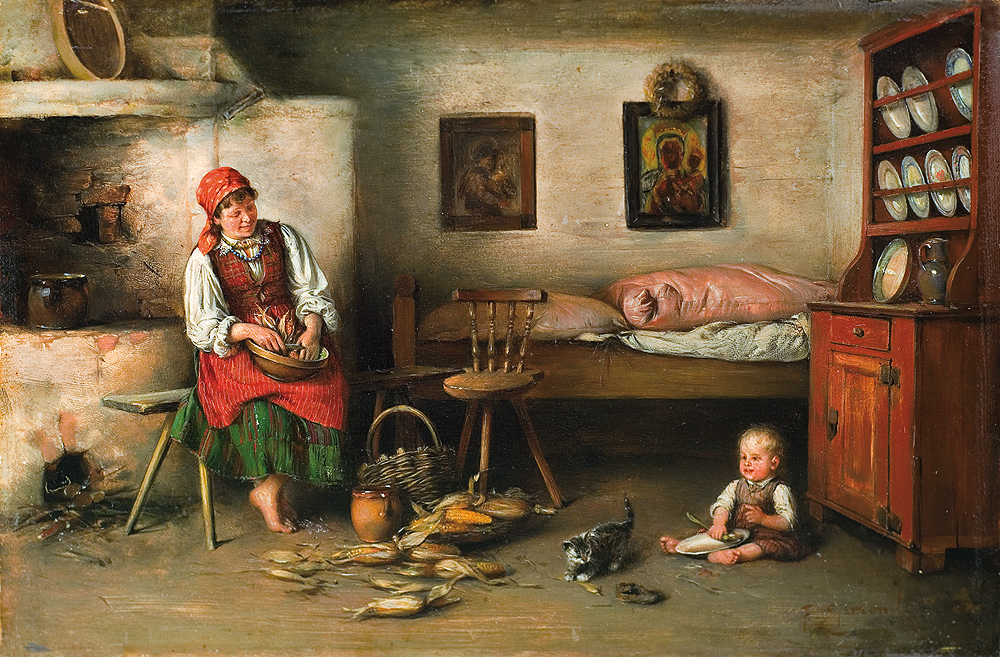
În cameră
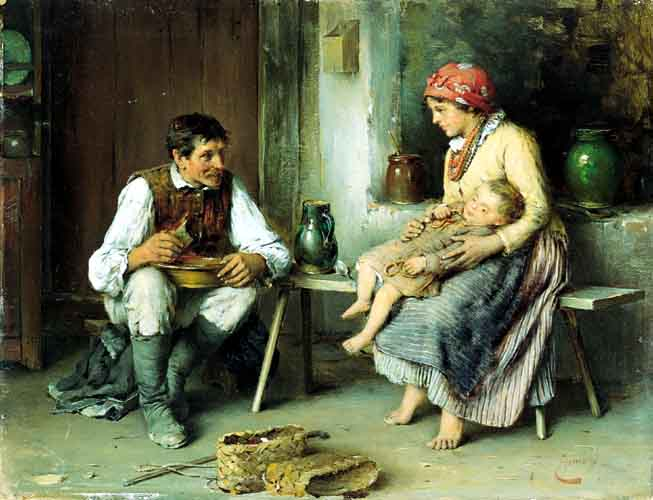
Fericire liniștită
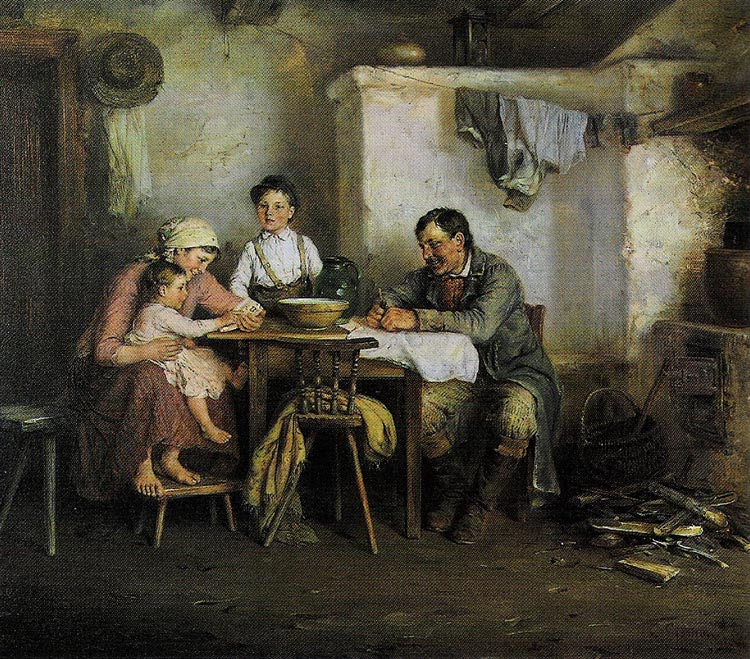
Prima lectură
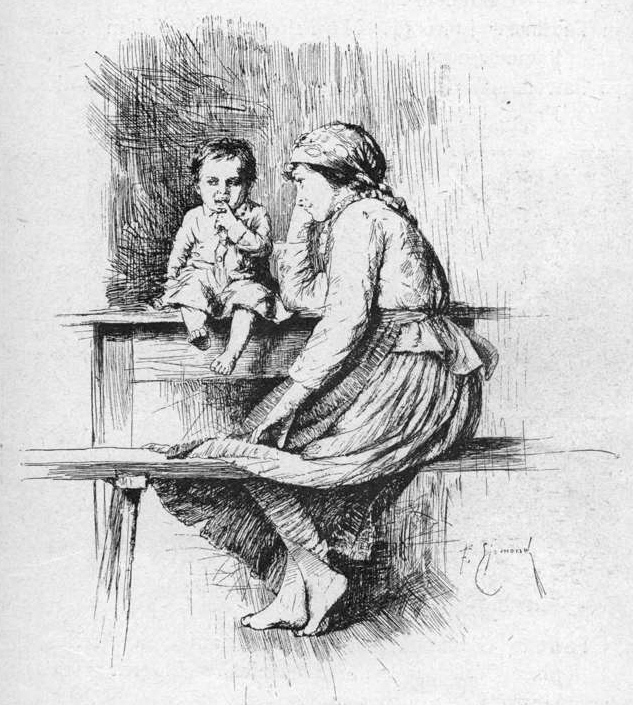
Cel încăpățânat (fragment)
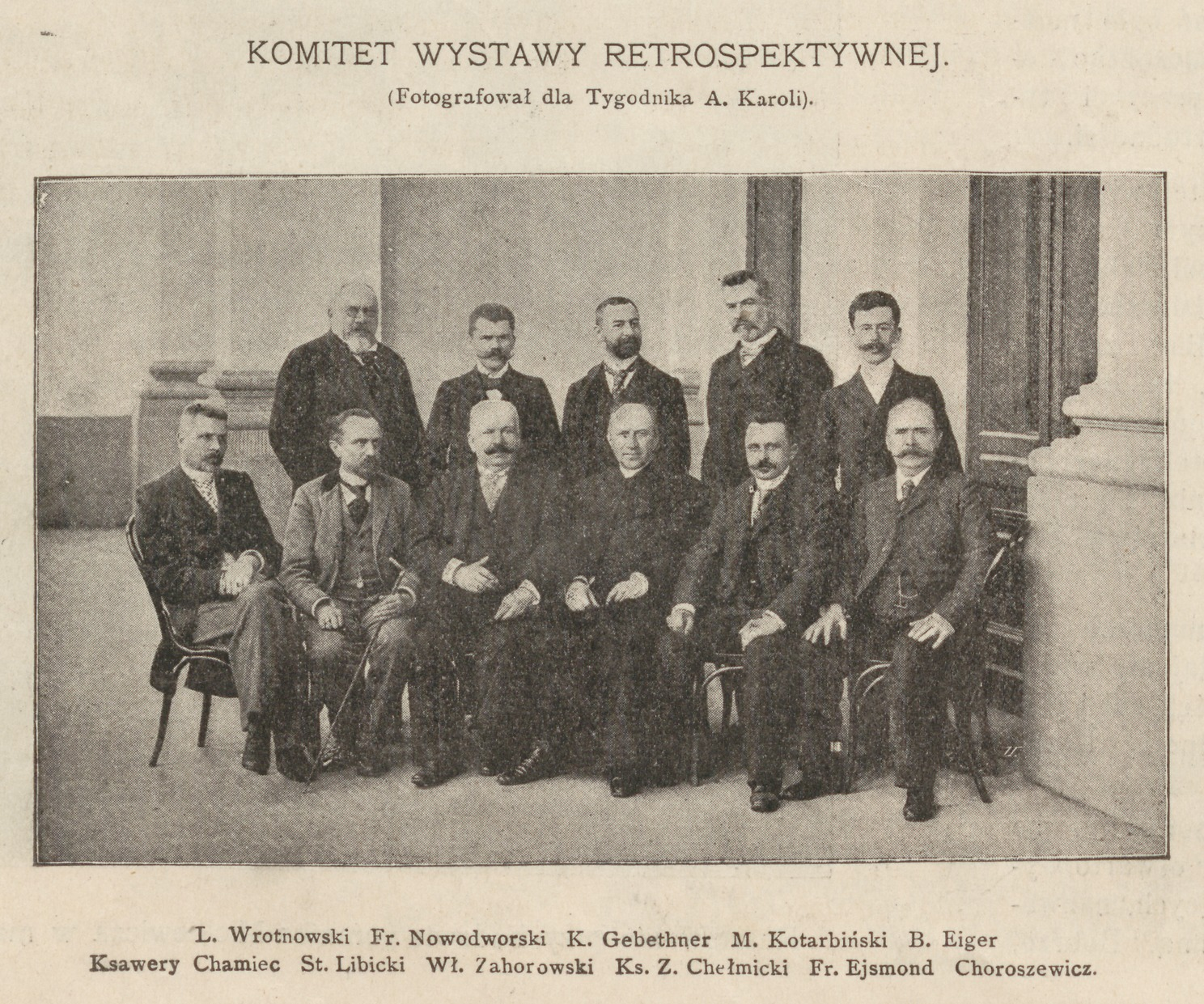